# Regret in Your Tears
Singles de Nicki Minaj
No Frauds
(2017) Light My Body Up
(2017)
Regret in Your Tears est une chanson de la chanteuse et rappeuse américaine Nicki Minaj. Elle sort comme single le 10 mars 2017, en compagnie de deux autres titres, No Frauds et Changed It. 
Produite par Boi-1da, la chanson est comparée au style de Rihanna et de Drake par les critiques,. Le titre parle de la rupture de la rappeuse avec son ex-compagnon Meek Mill, et est en partie chantée par Minaj.

## Développement et sortie
Regret in Your Tears sort en téléchargement digital le 10 mars 2017, ainsi que deux autres singles : No Frauds avec Drake et Lil Wayne et Changed It avec Lil Wayne. Elle est envoyée à la radio contemporaine le 14 mars 2017. 
Dans la chanson, Minaj raconte en rappant ainsi qu'en chantant les évènements ayant amené et succédé à une rupture. Beaucoup pensent alors que Minaj y décrit sa propre rupture avec son ex Meek Mill. Minaj interpole sa chanson de 2010 Save Me pour l'outro du morceau. Des rumeurs selon lesquelles PartyNextDoor aurait écrit la chanson font surface, mais Minaj les dément.

## Composition
Regret in Your Tears est une chanson au rythme tropical intense, mêlant un synthé flottant à la manière d'un morceau caribéen classique et un ton plus lent et plus bas qui l'enrichit. La production a « une qualité grandissante et atmosphérique qui rappelle le travail de Drake ». Les parties chantées de Minaj sont retouchées à l'aide d'autotune. 
Lyriquement, la chanson expose la façon dont Minaj aborde une récente rupture : « Je veux juste les souvenirs, j'ai essayé d'en créer avec toi, maintenant je dois en effacer avec toi ». Elle exprime son désir pour un homme qui verrait et apprécierait ce qu'elle apporte en tant que femme accomplie. Dans le deuxième couplet plus osé, elle fait référence à ses attributs féminins et au sexe en général. Dans le couplet, « on peut entendre Roman, son alter ego ». The Musical Hype note une référence chantée au couplet de la chanson Work de Rihanna.   

## Accueil
La chanson reçoit un accueil plutôt positif. Craig Jenkins de Vulture explique que « ces trois singles sont les premiers depuis la débâcle avec Meek Mill et son retour officiel depuis l'ère de The Pinkprint ». Michiel V. de A Bit of Pop Music écrit que « Regret in Your Tears est probablement la chanson la plus orientée vers la radio avec un gros potentiel de succès » et ajoute que « la production est exquise ». Diandra Reviews estime que le single est le plus intrigant des trois car « c'est le plus vulnérable. Il faut vraiment l'absorber ».  The Musical Hype affirme en revanche que « bien que Regret ait du potentiel, ce n'est pas la crème de la crème de son riche catalogue. Mais son humeur et son attitude sont très appréciées ».

## Clip vidéo
Une vidéo contenant les paroles de la chanson est publiée le 24 mars 2017 sur Vevo et Youtube. Le clip officiel fait son début exclusif sur la plateforme de streaming Tidal le 30 avril, et devient disponible le 5 mai globalement. Quelques heures après sa sortie sur YouTube, la vidéo jugée inappropriée est interdite aux mineurs. La vidéo est réalisée par le duo de photographes Mert and Marcus. Le rôle de son compagnon est joué par l'ex-athlète et mannequin français Willy Monfret, avec qui Minaj avait déjà partagé l'écran pour le clip de Right Thru Me en 2010,.
Dans un décor sombre et mélancolique, Minaj chante en se remémorant l'évolution de sa relation amoureuse. Les scènes alternent entre Minaj allongée sur un lit double embrassant son partenaire, assise sur une voiture dans un décor bucolique ou baignant dans des eaux sombres. « Au fur et à mesure que sa tristesse grandit, les lieux sont engloutis par les flots... Ne restent alors plus que les souvenirs et la rancœur » résume Charts in France. 
Le clip reçoit un accueil favorable de la part des critiques. Charts in France écrit que « la réalisation de Mert et Marcus est d'une beauté plastique renversante ». NRJ affirme que « Nicki Minaj a franchi un pas de plus en termes de sensualité ». En mai 2019, la vidéo cumule 22 millions de vues sur YouTube.

## Classements hebdomadaires
| Classement (2017)                  | Meilleure position |
| ---------------------------------- | ------------------ |
| Australie (Urban ARIA)             | 14                 |
| Canada (Hot 100)                   | 84                 |
| Écosse (OCC)                       | 45                 |
| France (SNEP)                      | 87                 |
| États-Unis (Hot 100)               | 61                 |
| États-Unis (R&B/Hip-Hop Songs)     | 26                 |
| Royaume-Uni (UK Singles Chart)     | 69                 |
| Royaume-Uni (UK R&B Singles Chart) | 14                 |

## Historique de sortie
| Région     | Date         | Format                   | Label                             |
| ---------- | ------------ | ------------------------ | --------------------------------- |
| Monde      | 10 mars 2017 | Téléchargement numérique | Young Money, Cash Money, Republic |
| États-Unis | 14 mars 2017 | Radio contemporaine      | Young Money, Cash Money, Republic |